# Львівський державний ювелірний завод
Львівський державний ювелірний завод — державне підприємство, розташоване у Франківському районі міста Львова та спеціалізується на виготовленні ювелірних прикрас з дорогоцінних металів (золото, срібло), а також з недорогоцінних металів (нейзильбер та сплави міді). У виробництві користовується сучасне обладнення для лиття та виробництва ланцюгів. На даний час це останній великий ювелірний завод, що залишився у власності держави та підпорядковане Агенству держмайна України.

## Історія
- 1944 рік — заснований львівський завод металевих виробів, що спеціалізувався на виробництві товарів широкого вжитку.
- 1950 рік — постановою Ради Міністрів СРСР № 4620 від 16 листопада 1950 року на базі Львівського заводу металовиробів організовано Львівську ювелірну фабрику — підприємство всесоюзного значення з безпосереднім підпорядкуванням Головювелірторгу Міністерства торгівлі СРСР, що спеціалізувалося на виготовленні ювелірних виробів зі срібла та некоштовних металів.
- 1954 рік — на фабриці створений гальванічний та інструментально-експериментальний цехи.
- 1957 рік — створений технічний відділ.
- 1958 рік — утворено срібну та томпакову дільниці.
- 1960 рік — за перевиконання планів по основних техніко-економічних показників по міністерству торгівлі УРСР колективу Львівської ювелірної фабрики оголошено подяку.
- 1962 рік — затверджено склад постійної художньої ради фабрики.
- 1963 рік — Львівська ювелірна фабрика брала участь у Всесоюзній ярмарці.
- 1967 рік — вироби Львівської ювелірної фабрики срібні броші БС-7 «Трембіта» експонувалися на Всесвітній виставці «Експо-67» у місті Монреаль (Канада).
- 1970 рік — в селі Завидовичі Городоцького району Львівської області організовано цех Львівської ювелірної фабрики.
- 1971 рік — оскільки тоді особливо успішним напрямом у діяльності підприємства було виготовлення фалеристичних об’єктів — нагород, пам’ятних знаків, медалей. 1971 року тут виготовляли на державне замовлення партію урядових нагород — срібних орденів із застосуванням для декорування техніки емалі.
- 1972 рік — розпочалося випробництво ювелірних прикрас із золота 583°. Фабрика перейшла у новозбудований виробничий корпус по вул. Фізичній, 2. Львівську ювелірну фабрику перейменовано у Львівський ювелірний завод.
- 1973 рік — участь у XV Міжреспубліканській ярмарці по продажу ювелірних виробів. Випуск виробів з дорогоцінним камінням. Сформовано висококваліфікований колектив, що здатний виконувати планові державні завдання.
- 1974 рік — на базі Львівського ювелірного заводу і Львівського спеціалізованого конструкторського технологічного бюро організавано Львівське виробничо-технічне об'єднання «Ювелірпром», основною метою діяльності якого був випуск ювелірних виробів, нових високопродуктивних видів технологічного обладнання, засобів механізації та автоматизаці.
- 1976 рік — Львівське виробничо-технічне об'єднання «Ювелірпром» перейменовано у Львівське виробниче об'єднання «Ювелірпром».
- 1978 рік — на базі цеху Львівського ювелірного заводу в селі Завидовичі створено завод з виробництва нестандартного обладнання. Надалі цей завод територіально перебазовано до міста Городок та перейменовано на Городоцький завод «Ювелірмашприлад» (нині — ПАТ «Городоцький механічний завод»).
- 1992 рік — розпорядженням № 254 Львівської міської Ради народних депутатів від 30 січня 1992 року Львівське виробниче об’єднання «Ювелірпром» реорганізоване у Львівський державний ювелірний завод та виступає як самостійний суб'єкт господарювання, керується статутом підприємства. Створення заводської автостоянки на 200 машин для працівників заводу.
- 1998 рік — у вересні Львівський державний ювелірний завод реорганізований у дочірнє підприємство «Львівський державний ювелірний завод» державною акціонерною компанією «Українські поліметали».
- 2000 рік — у складі відділу збуту створено торговий центр на базі магазину-салону і обмінного пункту, групу маркетингу. Введено у дію компресорну станцію на підприємстві.
- 2001 рік — створення дільниці виготовлення ланцюжків.
- 2002 рік — відкриття торгівельного центру підприємства як окремий структурний підрозділ, до складу якого увійшли: магазин-салон, пункт обміну брухту дорогоцінних металів на ювелірні вироби та фірмовий ювелірний магазин «Галицькі золотарі», що розташований у Львові, на вул. Руставелі, 4 та спеціалізувався на розробці та виробництві ювелірних прикрас з діамантами із сплавів 750, так званого білого золота.
- 2003 рік — ДП «Львівський державний ювелірний завод» оголошено подяку ДПА у Львівській області за сумлінне виконання податкових зобов’язань у 2002 році.
- 2004 рік — розпорядженням Кабміну України від 21 червня 2004 року № 407-р дочірнє підприємство «Львівський державний ювелірний завод» перетворено у державне підприємство «Львівський державний ювелірний завод» з підпорядкуванням Міністерству промислової політики України. Того ж року здійснено реконструкцію фасаду прохідної, магазину-салону та пункту обміну брухту дорогоцінних металів на ювелірні вироби, складу готової продукції заводу.
- 2005—2006 роки — участь підприємства на всеукраїнських та міжнародних ювелірних виставках у містах Києві, Донецьку , Трускавці, Харкові, Одесі.
- 2007 рік — участь на всеукраїнських та міжнародних ювелірних виставках у містах Одесі, Києві, Донецьку, Запоріжжі, де підприємство було відзначено дипломом «Ювелірний світ — 2007 рік».
- 2008 рік — проведено реконструкцію магазину-салону. Участь підприємства у всеукраїнських та міжнародних ювелірних виставках.
- 2009 рік — створено єдиний цех ювелірного виробництва. Організація і участь у всеукраїнських виставках у містах Харкові, Львові, Києві.[2]

## Нагороди
- ДП «Львівський державний ювелірний завод» нагороджено Почесною грамотою ДПА у Львівській області за високий рівень податкової культури та сумлінне виконання зобов'язань упродовж 2001 року.
- 2001 рік — директора заводу Кузовкіна Володимира Борисовича нагороджено Почесною грамотою за перемогу в обласному конкурсі за звання «Найкращий роботодавець року».
- 2003 рік — підприємство визнано переможцем у конкурсі «Обличчя міста — 2003 року» у номінації «Львів промисловий».
- 2004 рік — ДП «Львівський державний ювелірний завод» визнано номінантом регіонального конкурсу «Найкращий роботодавець року»: відзначено пам'ятною медаллю та дипломом виставки «Ювелір ЕКСПО Україна — 2004» за багаторічне та надійне партнерство.
- 2008 рік — підприємство вибороло перемогу у конкурсі «Гордий Львів» у номінації «Збереження традицій галицького мистецтва».
- 2009 рік — підприємство нагороджено дипломами «Золота Фортуна», «Єліт — Єкспо — 2009».[2]